# بام أيريس
بام أيريس (بالإنجليزية: Pam Ayres)‏ (14 مارس 1947 في المملكة المتحدة)؛ نحالة، كاتِبة، ممثلة وشاعرة بريطانية.

## روابط خارجية
- بام أيريس على موقع IMDb (الإنجليزية)
- بام أيريس على موقع ميوزك برينز (الإنجليزية)
- بام أيريس على موقع ديسكوغز (الإنجليزية)
- بام أيريس على موقع قاعدة بيانات الفيلم (الإنجليزية)